# Bolteria luteifrons
Bolteria luteifrons är en insektsart som beskrevs av Knight 1921. Bolteria luteifrons ingår i släktet Bolteria och familjen ängsskinnbaggar. Inga underarter finns listade i Catalogue of Life.